# BMP-1
BMP-1 (Boyevaya Mashina Pekhoty-1) là xe chiến đấu bộ binh lội nước bọc thép do Liên Xô thiết kế và chế tạo từ thập niên 1960 và tham chiến lần đầu trong Chiến tranh Yom Kippur. Đây là xe chiến đấu bộ binh đầu tiên trên thế giới.

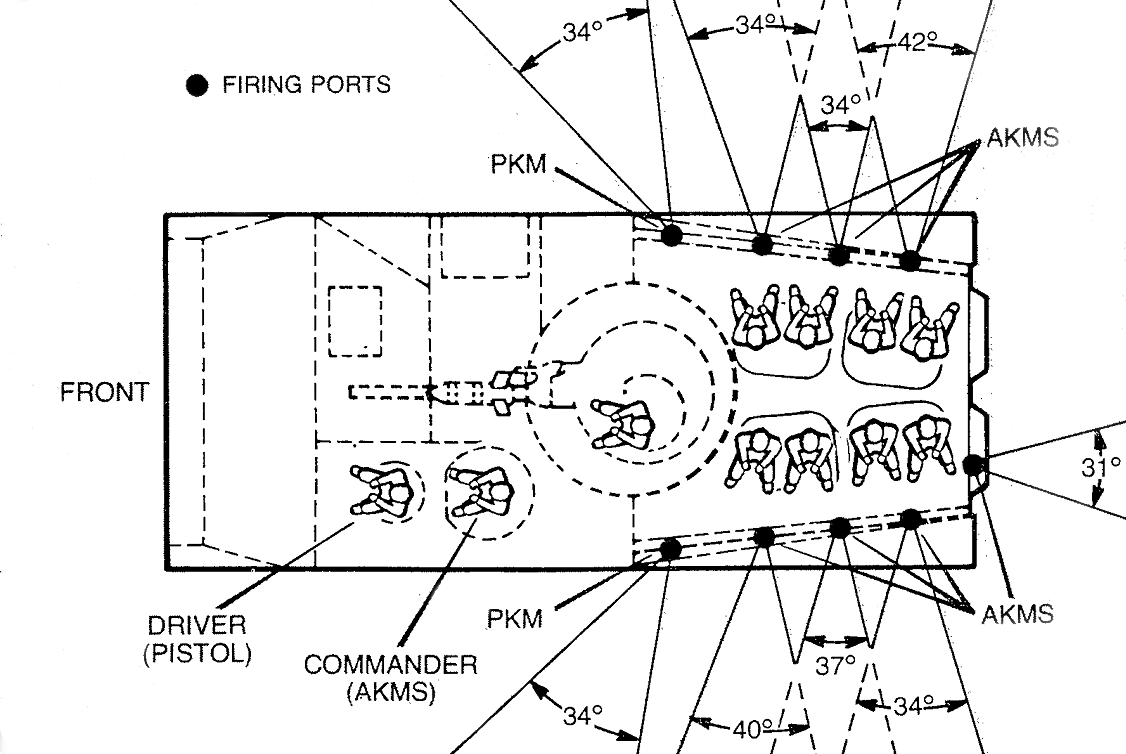
Bố trí bên trong BMP-1

Xe được thiết kế để giúp binh sĩ núp bên trong lớp thép dày và bắn đối phương qua 9 lỗ châu mai trên thân xe. Tháp xe được trang bị 1 súng chính 73 mm nòng trơn, 1 súng máy 7,62 mm đồng trục và 1 bệ phóng tên lửa chống tăng AT-3 Sagger ngay phía trên súng chính. Xe chạy bằng động cơ diesel 6 xi lanh và bánh xích. Kíp xe gồm 3 người (trưởng xe, lái xe và xạ thủ). Xe có thể mang tới 8 chiến sĩ bộ binh với vũ khí cá nhân (thường là AK và PKM) bên trong.
Phương Tây đã rất ngạc nhiên khi Liên Xô tổ chức diễu binh có sự tham gia của mẫu thiết kế BMP đầu tiên của mình là BMP-1 vào năm 1967. Phần mũi được thiết kế dốc và bọc giáp khá dày theo tiêu chuẩn của xe thiết giáp thời bấy giờ, đủ sức bảo vệ xe trước súng máy hạng nặng 12,7 mm tiêu chuẩn NATO với góc bắn trực diện là 60°, trong khi pháo nòng trơn và ATGM có thể dễ dàng tiêu diệt các APC (xe thiết giáp chở quân) của NATO như M113 và thậm chí cả xe tăng chiến đấu chủ lực như M48 Patton.
Bên cạnh những ưu điểm thì BMP-1 cũng có nhược điểm. BMP-1 chỉ có thể giữ vận tốc tối đa của nó (70 km/h) trong một thời gian ngắn bởi vì kết cấu truyền động và việc rung xóc không cho phép. Nó cũng không thể bắn pháo 73 mm lẫn súng máy đồng trục một cách chính xác khi đang hành tiến qua địa hình ghồ ghề. Chiếc xe cũng phải dừng khi muốn nạp đạn cho AT-3 hay khoá mục tiêu cho nó. Do được gắn trên bệ phóng ở ngoài xe, tên lửa AT-3 không dễ dàng để nạp khi xe chạy và người lính cũng không thể nạp đạn cho nó khi đang trong điều kiện môi trường nhiễm phóng xạ hoặc chất hóa học.

## Các phiên bản
Chiếc BMP đã trở thành nền tảng để sản xuất ra các mẫu xe khác nhau tùy mục đích. Mỗi phiên bản lấy năm nó ra đời làm tên. Nhiều chiếc BMP hiện nay sử dụng những loại vũ khí hiện đại hơn, như ATGM AT-3C Sagger hay AT-4 Spigot, AT-5 Spandrel.
• BMP Model 1966 – Mẫu BMP nguyên thủy (hay còn gọi là BMP-A)
• BMP-1 (BMP M1976) – Phiên bản phổ biến nhất của BMP-1, xuất hiện năm 1970
• BMP-1K (BMP M1974) - Mẫu xe chỉ huy, khác BMP-1 ở chỗ có thêm hệ thống radio và anten
• BMP-1P (BMP M1981) – BMP-1 có hệ thống AT-4 Spigot thay vì AT-3 Sagger. Phiên bản này có một tháp pháo hai người với 1 pháo tự động 30mm. Hệ thống AT-4 Spigot hay AT-5 Spandrel sẽ được gắn trên đỉnh tháp pháo (còn AT-3 là gắn phía trên nòng pháo). So với mẫu BMP-1 thì nó có ít hơn một khe bắn mỗi bên hông nhưng lại có thêm một khe bắn súng máy bên trái hông xe. Xích xe BMP M1981 cũng được chỉnh sửa.
• BMP-1PK – Phiên bản xe chỉ huy của BMP-1P
• BMP KShM (BMP 1978) – Gắn các loại anten to hơn và nhiều radio hơn mẫu M1978. Tháp pháo không có vũ khí và xe được dùng làm xe chỉ huy cấp trung, sư đoàn.
• PRP-3 (BMP-SON – Còn có tên là BMP M1975) – Sử dụng trong các đơn vị pháo binh.
• BMP-1AM Basurmanin (2022) ─ Phiên bản BMP-1 nhận được module chiến đấu từ BTR-82A với pháo tự động 2A72 30 mm và súng máy PKTM 7,62 mm, đi kèm hệ thống điều khiển hỏa lực với kính ngắm TKN-4GA-01.

## Nâng cấp BMP-1
Một số gói nâng cấp dành cho BMP-1:
Gói 1: 
Cài đặt súng phóng lựu liên thanh AGS-17. Thay thế AT-3 Malyutka với tên lửa 9M14M bằng loại AT-4 Konkurs với tên lửa 9M113M (tăng khả năng xuyên giáp lên 1,6 lần). Thay thế xích và bánh xích của loại BMP-2 nhằm nâng cao gấp đôi tuổi thọ hoạt động. Thay động cơ cũ 300 mã lực bằng động cơ mới 360 mã lực. Giá thành của gói này ở mức vừa phải, khoảng 600.000 USD/xe.
Gói 2: 
Lắp tháp pháo chiến đấu của BMP-2 vào BMP-1. Lắp xích và bánh xích của loại BMP-2 nhằm nâng cao gấp đôi tuổi thọ hoạt động. Lắp thêm chắn bùn của BMP-2 vào BMP-1. Giá thành của gói này ở mức thấp, khoảng 200 - 300 ngàn USD/xe.
Gói 3: 
Gói hiện đại hóa toàn phần. Lắp module chiến đấu "Kliver" gồm tên lửa AT-14 Kornet, pháo tự động 30mm 2A72, súng máy 7,62mm với hệ thống điều khiển hỏa lực, kính nhìn đêm hiện đại, bổ sung thêm các tấm giáp cho xe, lắp động cơ mới. Giá thành của gói này khá cao, khoảng 800 - 900 ngàn USD/xe.

## Các quốc gia sản xuất và sử dụng
- Liên Xô
- Trung Quốc
- Việt Nam Dân chủ Cộng hòa
- Cộng hòa Miền Nam Việt Nam
- Việt Nam
- Lào
- Cộng hòa Nhân dân Campuchia
- Campuchia
- Cuba
- Ấn Độ
- Ai Cập
- Syria
- Iraq
- Cộng hòa Dân chủ Nhân dân Triều Tiên
- Angola
- Mông Cổ
- Azerbaijan
- Belarus
- Estonia
- Armenia
- Gruzia
- Kazakhstan
- Kyrgyzstan
- Litva
- Moldova
- Nga
- Tajikistan
- Turkmenistan
- Ukraina
- Uzbekistan
- Ba Lan
- Indonesia
- Đông Đức